# Opistophthalmus chaperi
Espèce
Opistophthalmus chaperi est une espèce de scorpions de la famille des Scorpionidae.

## Distribution
Cette espèce est endémique du Cap-Occidental en Afrique du Sud. Elle se rencontre vers Robertson.

## Description
Le tronc du mâle syntype mesure 46 mm et la queue 48 mm.

## Étymologie
Cette espèce est nommée en l'honneur de Maurice Chaper.

## Publication originale
- Simon, 1880 : Études Arachnologiques. 12° mémoire. XVIII. Descriptions de genres et espèces de l'ordre des Scorpions. Annales de la Société entomologique de France, sér. 5, vol. 10, p. 377–398 (texte intégral).